# Milieubeweging
De milieubeweging is het geheel van activiteiten en organisaties die zich bezighouden met bescherming van het milieu, inclusief organisaties die zich bezig houden met de bescherming van het klimaat en de natuur. Vaak worden organisaties die ijveren voor duurzame energieopwekking zoals energiecoöperaties er ook toe gerekend, soms ook dierenbeschermingsorganisaties.
Milieugroepen waren al aan het eind van de negentiende eeuw actief, maar de milieubeweging kwam pas echt op gang na de Tweede Wereldoorlog en in het bijzonder rond 1970. In de westerse landen speelden daarbij excessen een belangrijke rol, zoals de Great Smog in 1952 waardoor in Londen duizenden doden vielen. Waar de luchtverontreiniging in dit incidentele geval duidelijk zichtbaar was, geldt dit veel minder voor de structurele luchtvervuiling die in de twintigste eeuw mogelijk aan tussen de 25 en 40 miljoen mensen het leven heeft gekost. In verscheidene boeken en rapporten werd de aard en de omvang van de milieuproblematiek indringend aan de orde gesteld. Invloedrijk waren bijvoorbeeld Silent Spring van Rachel Carson uit 1962 over de invloed van landbouwvergiften en het rapport De grenzen aan de groei van de Club van Rome uit 1972, dat onder meer inging op de bevolkingsgroei en de daarmee samenhangende voedselproblemen en eindigheid van fossiele brandstoffen. Organisaties als Friends of the Earth International (1971), Milieudefensie (1971), Greenpeace, het Wereldnatuurfonds en duizenden kleinere organisaties werden opgericht als onderdeel van een veel bredere maatschappelijke beweging waartoe onder meer de studentenbeweging, de vrouwenbeweging en de vredesbeweging behoorden.
Vanwege het internationale karakter van het probleem, de grote economische belangen, de wetenschappelijke onzekerheden en de vaak niet direct zichtbare effecten, bleek het moeilijk er grip op te krijgen. In arme industrialiserende landen waar de publieke opinie veel minder invloed had, was het overheidsingrijpen nog veel minder adequaat. Twee moeilijk aan te pakken problemen waar de milieubeweging veel aandacht aan besteedt, zijn klimaatverandering en de afname van de biodiversiteit. Deze problemen hebben verstrekkende gevolgen voor het menselijk leefmilieu. In het begin van de eenentwintigste eeuw ontstonden allerlei groepen die zich in het verlengde van en deels als aanvulling op initiatieven rond  energie bezighielden met alternatieve energie. Soms wordt gesproken van een aparte duurzaamheidsbeweging, energiebeweging of klimaatbeweging.

## Internationale samenwerking
Milieu (en vooral natuur-)organisaties hebben al vroeg de noodzaak van internationale samenwerking ingezien. Al rond 1900 hadden diverse Europese en Amerikaanse organisaties contact en werden de eerste internationale afspraken gemaakt. In 1948 verrees de International Union for the Protection of Nature (IUPN), die in 1956 de naam wijzigde in de International Union for Conservation of Nature and Natural Resources IUCN. Inmiddels zijn hierbij vele honderden organisaties aangesloten. Van recenter datum zijn WWF en Greenpeace met tientallen nationale vestigingen. Milieudefensie is aangesloten bij de meer federatief georganiseerde Friends of the Earth International.

## Onderwerpen
Milieuorganisaties houden zich met een breed scala aan onderwerpen bezig. De hier genoemde onderwerpen overlappen elkaar gedeeltelijk. Belangrijke thema's zijn biodiversiteit, biotechnologie, bodemvervuiling, dierenrechten, energie, geluidshinder, klimaat, landbouw, landschap, luchtvervuiling, risico's, verkeer en watervervuiling.

## Stromingen
Vaak wordt de milieubeweging ingedeeld naar twee  hoofdthema's, waarbij de groene organisaties zich vooral richten op natuurbescherming en de grijze organisaties op milieubescherming.
Een andere indeling legt niet de nadruk op het object maar op de activiteiten, de strategie, de levensbeschouwing of de maatschappijvisie. Binnen de milieubeweging bestaan groepen die een radicale verandering van de samenleving willen en vergaande acties niet schuwen, naast groepen die de samenleving slechts marginaal willen aanpassen en een heel voorzichtige strategie voorstaan. Weer anderen proberen niet via actie maar via eigen voorbeeldpraktijken te laten zien hoe een natuur- en milieuvriendelijke samenleving eruit kan zien. 
Onder natuurbeschermingsorganisaties vinden we de terreinbeheerders naast de beleidsbeïnvloeders. Sommige organisaties zijn gespecialiseerd in educatie, andere in onderzoek.
Het onderscheid tussen deze benaderingen is niet altijd scherp. Binnen het rijke palet aan natuur- en milieuorganisaties bestaan allerlei meng- en tussenvormen.

## Nederland en België

### Natuurbescherming
Nederland kent een lange geschiedenis van natuurbescherming. De wortels van natuurbescherming door groene organisaties liggen in de tweede helft van de negentiende eeuw. Omstreeks 1900 werden onder meer de Vereniging tot Behoud van Natuurmonumenten in Nederland - kortweg Vereniging Natuurmonumenten of Natuurmonumenten, de Nederlandse Vereniging tot Bescherming van Vogels en de Nederlandse Natuurhistorische vereniging.
Ook in België werden omstreeks 1900 de eerste natuurbeschermingsorganisaties opgericht, zoals de Vereniging voor Natuur- en Stedenschoon (1910). Later volgden De Wielewaal (1935) en de vereniging Belgische Vogelreservaten (1951), later omgedoopt naar Belgische Natuur- en Vogelreservaten (BNVR). In het Franstalige deel van België bestonden soortgelijke organisaties, bijvoorbeeld de Ligue pour la protection des Oiseaux.

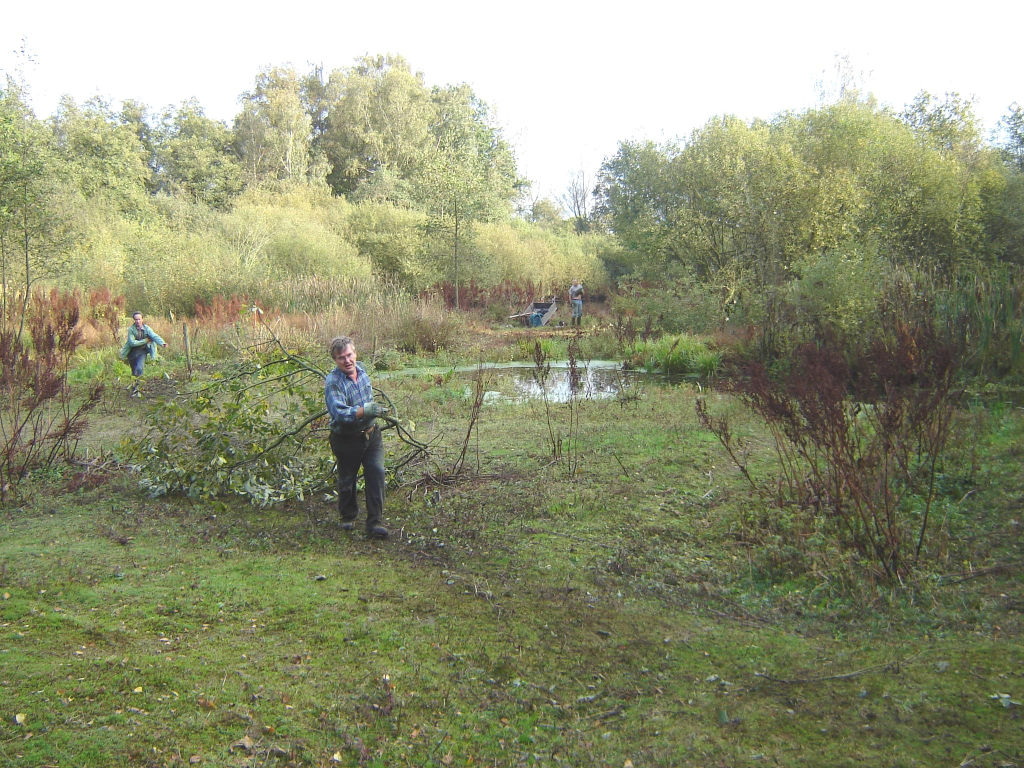
Vrijwilligerswerk door Natuurpunt Waasland Noord in het natuurgebied Panneweel.

Een belangrijke activiteit voor de natuurbescherming is het veilig stellen en gericht beheren van natuur, belangrijke begrippen daarbij zijn biodiversiteit en rentmeesterschap. De pioniers van de natuurbescherming in Nederland  Eli Heimans en Jac. P. Thijsse richtten met de "Vereniging tot behoud van natuurmonumenten in Nederland" de eerste terreinbeherende natuurbeschermingsorganisatie op. Later ontstonden in Nederland rond 1930 regionaal werkende organisaties, met name de Provinciale Landschappen. De verenigingen kenmerkten zich aanvankelijk door een apolitiek en elitair karakter en waren nauwelijks gericht op het beïnvloeden van het overheidsbeleid. Nog steeds laten de meeste Nederlandse terreinbeherende natuurbeschermingsorganisaties zich maar weinig in met politiek gevoelige onderwerpen, Natuurmonumenten vaker dan de Provinciale Landschappen en het Staatsbosbeheer maar zelden.
Op het gebied van het beheer van Natuurreservaten in Vlaanderen en Brussel is de organisatie Natuurpunt de belangrijkste particuliere instantie, voortgekomen uit de BNVR en De Wielewaal. Voorts zijn in Vlaanderen actief: Natuur 2000, Limburgs Landschap vzw, Kempens Landschap vzw en vzw Durme.

#### Middelen
De meeste natuurorganisaties zijn niet op maatschappijverandering gericht en voeren geen radicale acties. Alleen kleine groepen voeren bijvoorbeeld bezettingen uit van bedreigde gebieden, zoals in Limburg aan het begin van de 21e eeuw toen een bos gekapt moest worden om vliegtuigen meer ruimte geven.
De landelijke groep die zich in Nederland bij uitstek bezighoudt met beleidsbeïnvloeding is de Stichting Natuur en Milieu. Radicaler getint en steunend op plaatselijke groepen is de Vereniging Milieudefensie, die zich meer op milieu dan op natuur richt. Op regionaal niveau zijn de Provinciale Milieufederaties actief. Bij de milieufederaties zijn talrijke plaatselijke en regionale milieu-, natuur-, leefbaarheids- en landschapsorganisaties aangesloten. In veel gevallen hebben de Milieufederaties zich ontwikkeld tot belangrijke gesprekspartners van met name de provinciale overheid, die zijn 'worden geacht van repliek te dienen'. Soms kan echter spanning ontstaan tussen een volgens sommigen te zeer 'geïnstitutionaliseerde' federatie en meer radicale of thematisch georiënteerde groeperingen.
De meest bekende Belgische organisatie die zich met beleidsbeïnvloeding op landelijke schaal bezighoudt is de Bond Beter Leefmilieu (BBL)/ Inter-Environment Wallonië.
Een in Nederland landelijk bekende organisatie die zich primair richt op educatie is het I.V.N. (Instituut Voor Natuurbeschermingseducatie). De vele plaatselijke groepen houden zich bezig met inventarisaties (vogel- en plantenwerkgroepen), het geven van lezingen en het leiden van educatieve wandelingen met scholen of het grote publiek, soms gecombineerd met vrijwillig landschapsbeheer.
In België is er het Centrum voor Natuur- en Milieueducatie (CNME).
Er zijn ook landelijk werkende groeperingen die vooral aan onderzoek doen, zoals in Nederland Floron, SOVON, RAVON en de Vlinderstichting.

### Milieubescherming
In Nederland en België komt de milieubescherming door de 'grijze' milieubeweging, net als de activiteiten van andere nieuwe sociale bewegingen, pas goed van de grond in het begin van de jaren 1970. Overigens was er omstreeks 1900 al de Nederlandse Vereniging tegen Water-, Bodem- en Luchtverontreiniging opgericht.
Mensen organiseerden zich rond 1970 op grond van een gemeenschappelijk onbehagen: de zorg om een vervuild leefmilieu. Vaak was de slechte milieukwaliteit aan den lijve voelbaar, zoals in de industriegebieden bij Amsterdam en in het Rijnmondgebied. Allerlei actiegroepen werden opgericht, zoals het Centraal Aksiekomitee Rijnmond in de Rijnmond, de Lastige Zwanenburger bij Schiphol en het comité Smeerpijp Neen in Groningen, alle bedoeld om vervuiling of overlast tegen te gaan en te voorkomen.
Ook komt er verzet tegen snelwegen, zoals rond de geplande aanleg van de toenmalige E10 door het wandel- en natuurgebied Peerdsbos bij Antwerpen. Het werd de eerste echte Vlaamse milieuactie.
De inhoudelijke ideeën over de oorzaken en de mogelijke oplossingen van de milieuproblemen waren in die tijd vooral gebaseerd op buitenlandse boeken. In 1962 publiceert Rachel Carson het boek Silent Spring, over de gevolgen van het gebruik van pesticiden en vooral DDT voor de natuur, met name voor vogels. Dit boek wordt -samen met boeken als The population bomb van Paul R. Ehrlich (1968), Zilveren sluiers, verborgen gevaren van Briejèr (1969) en het rapport van de Club van Rome Limits to growth (1972)- gezien als het beginpunt van de 'grijze' milieubeweging.
Vanaf de jaren negentig is bij de 'grijze' milieubeweging duurzame ontwikkeling ('sustainable development') een centraal begrip. De menselijke samenleving wordt gezien als onderdeel van de kringloop in de natuur. Om de samenleving duurzaam te maken zijn maatschappelijke veranderingen nodig. Sommige groepen gaan daar heel ver in. Deze 'grijze' milieubeweging voelt zich daardoor verwant met andere stromingen die maatschappelijke veranderingen nastreven, zoals de vredesbeweging en de mensenrechtenbeweging.

#### Middelen
Een groot deel van de milieubeweging richt zich op aanpassing van overheidsbeleid door lobby. Daarnaast is educatie van belang. In toenemende mate wordt samengewerkt met het bedrijfsleven.
Daarnaast zijn door delen van de beweging radicalere, soms controversiële strategieën geïntroduceerd, vooral door de antikernenergiebeweging. De eerste grote vreedzame acties in Nederland richtten zich tegen de kerncentrale in Borssele en de geplande opwerkingsfabriek kweekreactor Kalkar (die uiteindelijk nooit in gebruik werd genomen). In enkele gevallen gingen de doorgaans principieel geweldloze maar relatief radicale blokkades van kernenergiecentrales en -afvaltransporten gepaard met gewelddadige incidenten. In dezelfde tijd (1972) werd het rapport van de Club van Rome gepubliceerd.
In deze tijd werden in Nederland Milieudefensie en Aktie Strohalm opgericht, die eveneens een duidelijke maatschappij visie hadden, maar kozen voor minder radicale methoden. In België ontstond de Bond Beter Leefmilieu (BBL) / Inter-Environment Wallonië.
De al genoemde internationale organisatie Greenpeace stamt eveneens uit deze tijd. Deze koos juist wel voor radicale acties; eerste actie van Greenpeace vond plaats in 1971 en was gericht tegen de atoomproef 'Cannikin' van de Verenigde Staten op het eilandje Amchitka voor de kust van Alaska, waardoor volgens oprichter Bob Hunter aardbevingen en een tsunami zouden ontstaan. Beide bleven uit, maar er traden wel andere effecten op, zoals grote sterfte onder de otters in de Beringzee. Mogelijk waren kleine tektonische bewegingen ook hieraan te wijten.

## Ecologische beweging en kleinschaligheid
Een van de stromingen die een eigen expliciete levensbeschouwelijke visie heeft is de 'ecologische beweging'. Uitgangspunt van deze stroming is dat de aarde als geheel een ecosysteem is, en dat de mens een gelijkwaardig of zelfs ondergeschikt onderdeel van dit systeem is. Dit gaat terug op de Gaia-hypothese van James Lovelock. Bovendien wil de beweging een samenleving op basis van ecologische principes. Het is dus ook een maatschappelijke stroming, aangeduid als ecologisme - in de traditie van andere stromingen zoals het liberalisme en socialisme. Het ecologisme is verwant met bepaalde stromingen binnen het anarchisme en andere vormen van kleinschaligheidsdenken.
De meer recente filosofische aspecten van het ecologisme worden in het Engels ook wel aangeduid als 'deep ecology' (diepe ecologie) tegenover de 'shallow ecology'-stroming die minder omvattend en filosofisch gegrondvest is en meer op concreet milieubehoud is gericht.
Sommige organisaties zoals De Kleine Aarde te Boxtel probeerden echter toch elementen van het ecologistische gedachtegoed in de praktijk te brengen door kleinschalige technologie te ontwikkelen. Aan het begin van de 21e eeuw zijn organisaties ontstaan, zoals energiecoöperaties en Transition Town die ook kleinschalige initiatieven ondernemen, vaak op wijk-, dorps- of stadsniveau.

## Achterban
De aanhang van natuur- en milieubeschermingsorganisaties in Nederland is traditioneel erg groot. In totaal hebben zij meer dan vier miljoen leden en donateurs, wat vergeleken met andere landen zelfs in absolute aantallen erg hoog is. In relatie tot het aantal inwoners of huishoudens is de aanhang voor natuur- en milieubescherming in Nederland de grootste ter wereld: meer dan de helft van de huishoudens is lid of donateur van een of meer organisaties. De actieve betrokkenheid is daarmee vergeleken echter gering. In België is de aanhang aanmerkelijk bescheidener.
Het programma Vroege Vogels van de VARA houdt in Nederland sinds 1991 bij hoe groot de aanhang is van landelijke 'groene' organisaties (milieugroeperingen, natuurbeschermingsorganisaties en dierenbeschermingsorganisaties). Ongeveer 100.000 mensen in Nederland zijn lid of donateur van meerdere organisaties en worden hierin dubbel geteld. Daartegenover staat dat in veel gezinnen het lidmaatschap een gezinsabonnement vormt en ook veel mensen lid zijn van een plaatselijke 'groene' organisatie, wat volgens Goos Eilander, directeur van Bureau Trendbox dat de tellingen uitvoert voor Vroege Vogels, het percentage Nederlanders dat is aangesloten op bijna 60% zou brengen. In 2008 was er bij een aantal organisaties sprake van enige afname in het aantal leden.
| 1                                                                                                 | Wereld Natuur Fonds | 910.000   | 927.000   | 935.000                                                                                    | 920.000   | 905.000   |  |  |  |
| 2                                                                                                 | Natuurmonumenten | 830.000   | 882.000   | 881.000                                                                                    | 873.000   | 895.000   |  |  |  |
| 3                                                                                                 | Greenpeace | 520.000   | 547.475   | 570.000                                                                                    | 580.000   | 580.000   |  |  |  |
| 4                                                                                                 | De Dierenbescherming | 202.366   | 195.368   | 197.383                                                                                    | 194.483   | 201.723   |  |  |  |
| 5                                                                                                 | IFAW (NL) | 174.461   | 194.361   | 193.755                                                                                    | 190.497   | 186.417   |  |  |  |
| 6                                                                                                 | Vogelbescherming | 152.007   | 147.485   | 137.350                                                                                    | 130.331   | 123.113   |  |  |  |
| 7                                                                                                 | Stichting AAP | 119.847   | 108.782   | 89.109                                                                                     | 86.116    | 85.135    |  |  |  |
| 8                                                                                                 | WSPA (NL) | 113.128   | 94.869    | 96.122                                                                                     | 65.473    | 65.154    |  |  |  |
| 9                                                                                                 | Milieudefensie | 78.767    | 88.139    | 94.384                                                                                     | 91.577    | 86.738    |  |  |  |
| 10                                                                                                | Zeehondencentrum Pieterburen | 62.549    | 61.413    | 59.614                                                                                     | 57.523    | 55.259    |  |  |  |
| -                                                                                                 | Provinciale Landschappen daarvan: - Zuid-Hollands Landschap - Landschap Noord-Holland - Het Geldersch Landschap c.s. - Het Brabants Landschap - It Fryske Gea - Het Utrechts Landschap - Het Limburgs Landschap - Het Groninger Landschap - Het Drentse Landschap - Het Zeeuwse Landschap - Landschap Overijssel - Het Flevolandschap | 302.937   | 308.684   | 305.711 56.439 44.397 42.664 33.520 24.075 23.155 17.888 16.964 15.010 11.369 10.528 9.702 | 297.857   | 302.541   |  |  |  |
|                                                                                                   | |           |           |                                                                                            |           |           |  |  |  |
|                                                                                                   | Totaal | 4.012.333 | 4.075.501 | 4.083.910                                                                                  | 4.011.238 | 4.018.476 |  |  |  |
| Bron: Vroege Vogels 2009, 2008, 2007, 2006 en 2005 Aantallen betreffen zowel leden als donateurs. | |           |           |                                                                                            |           |           |  |  |  |

| 1 | Natuurpunt - hier gaat het over gezinslidmaatschappen                                                                | 88.009  | 87.059  | 80.081  | 72.919  | 65.340  |
| 2 | Greenpeace | 52.273  | 52.971  | ?       | 57.521  | 58.660  |
| 3 | WWF | 47.888  | 45.471  | 44.771  | 42.940  | 40.416  |
| 4 | Vogelbescherming Vlaanderen                                                                                          | 8218    | 8284    | 8594    | 5008    | 4596    |
| 5 | Jeugdbond voor Natuur en Milieu - JNM - enkel voor jongeren van 7 tot 26 jaar                                        | 1945    | 2580    | 2651    | 2733    | 3173    |
| 6 | Varia – lokale verenigingen (Werkgroep Iris, De Torenvalk, Milieufront Omer Wattez, Limburgs Landschap en vzw Durme) | 4769    | 2439    | 1621    | 4346    | 4304    |
| | Totaal | 205.322 | 201.037 | 139.954 | 188.151 | 179.202 |
| Bron: Natuurindicatoren, 2011. Draagvlak: Middenveld draagvlak: ledenaantallen van natuurverenigingen. Instituut voor Natuur- en Bosonderzoek, Brussel. www.natuurindicatoren.be (versie van 24-06-2011). | |         |         |         |         |         |

## Kritiek
De milieubeweging heeft echter ook te maken met kritiek. Enkele critici, zoals Bjørn Lomborg, bestempelen de ideeën van de milieubeweging als doemdenken. Ook wordt de milieubeweging ervan beschuldigd te veel op emoties in te spelen, bijvoorbeeld bij het gebruik van het beeld van (aaibare) ijsberen wanneer ze het hebben over de klimaatverandering. Ook vanuit de mensenrechtenhoek wordt het gebruik van ijsberen bekritiseerd, omdat hiermee niet duidelijk wordt dat ook mensen in hoge mate te lijden hebben onder klimaatverandering.
De milieubeweging voerde bijvoorbeeld sinds de jaren zestig actie tegen het gebruik van het chemisch bestrijdingsmiddel DDT, omdat het cumuleert in de voedselketen. In de jaren 00 kwam het verhaal naar boven dat het verbieden van DDT tientallen miljoenen mensen in ontwikkelingslanden het leven heeft gekost, doordat zij malaria kregen. Juist het verbod zorgde ervoor dat resistentie onder malariamuggen afnam. In 2006 werd door de Wereldgezondheidsorganisatie DDT-gebruik in bepaalde omstandigheden weer aangeraden.